# Карл фон Перфаль (композитор)
Карл фон Перфаль (нім. Karl von Perfall; нар. 29 січня 1824, Мюнхен — пом. 15 січня 1907, там само) — німецький композитор, диригент, театральний діяч. 

## Біографія і творчість
Карл фон Перфаль народився в багатій і знатній родині (його батько був королівським камергером), з дитинства вчився музиці (був учнем Моріца Ґауптмана). Як музикант успішно дебютував в 1849 році, але отримав юридичну освіту. У 1851 році одружився. У 1852—1866 роках був диригентом Мюнхенського хорового товариства, в першій половині 1850-х років займався написанням пісень, творів для хору, а в 1853 році відбулася прем'єра його опери «Sakuntala». У 1854 році заснував Мюнхенський ораторний клуб, який очолював до 1864 року, в 1855 році став камергером. З 1859 року до кінця життя був членом Мюнхенського артистичного товариства. У 1867—1891 роках викладав у Мюнхенській музичній академії, потім був її почесним професором.
З 1864 року було гофмузикінтендантом, з 1867 року інтендантом і з 1872 року генеральінтендантом (головним режисером) Баварського королівського театру; у відставку пішов у 1892 році. Під його керівництвом було поставлено в цілому 742 вистави. Був відомий особистою нелюбов'ю до Вагнера, однак не перешкоджав постановці його творів в театрі і в 1881 році навіть брав участь в організації фестивалю Вагнера.
Писав пісні і «Deutsche Märchen» для соло, хору та оркестру. До числа його відомих опер належать «Das Konterfei» (1863), «Raimondin» (1881), «Junker Heinz» (1886). Йому також належать театрознавчі праці «25 Jahre münchener Hoftheater-Geschichte» (1892), «Die Entwickelung des modernen Theaters» (1899).